# Uno sguardo ai pellerossa
Uno sguardo ai pellerossa (The Red Man's View: A Biograph Story of the American Aborigines) è un cortometraggio muto del 1909 diretto da David Wark Griffith. Il film è conosciuto anche con il titolo The Redman's View.
Si tratta di uno dei circa 30 cortometraggi diretti da David Wark Griffith che hanno per soggetto l'esperienza dei nativi americani degli Stati Uniti d'America. Questo filmato si distingue per l'approccio simpatetico nei confronti dei nativi americani, ingiustamente scacciati "dai bianchi" dalle loro terre, e per l'attenzione etnografica ai loro costumi ancestrali. Griffith aderiva all'idea di un "armonioso e rispettoso rapporto tra le diverse razze" in America, purché esso avvenisse all'interno di un regime di rigida segregazione, secondo il principio "separati ma uguali". A queste condizioni Griffith non esita a prendere apertamente le parti dei nativi americani contro le prevaricazioni dei bianchi.
Pur trattandosi sostanzialmente di una "storia indiana", secondo le convenzioni dell'epoca e come di regola in tutti i film di Griffith, i ruoli protagonisti di nativi americani sono interpretati da attori bianchi in truccati da pellirosse, qui Owen Moore, James Kirkwood, Kate Bruce e altri. Le rigide regole di segregazione condivise da Griffith rendevano improponibile che attori bianchi e non-bianchi recitassero assieme su un piano di parità. Gli autentici nativi americani sono relegati a ruoli di comparse.

## Trama
I bianchi cacciano una tribù di indiani dalle loro terre. I pellerossa iniziano un lungo viaggio, vagando alla ricerca di un nuovo territorio dove potersi fermare. Gli stenti e la fatica uccideranno il loro capo che sarà sepolto secondo gli usi della sua tribù.

## Produzione
Prodotto dalla Biograph Company, il film fu girato a Mont Beacon, nello stato di New York i giorni 4 e 6 novembre 1909.

## Distribuzione
Il copyright del film, richiesto dalla Biograph Co., fu registrato l'11 dicembre 1919 con il numero J135835.
Distribuito dalla Biograph Company, il film - un cortometraggio in una bobina - uscì nelle sale cinematografiche statunitensi il 9 dicembre 1909. Copie del film sono conservate negli archivi della Biblioteca del Congresso e in quelli del Museum of Modern Art.